# Fiódorovka (Lípetsk)
Fiódorovka — Фёдоровка (rus) — és un poble a l'óblast de Lípetsk, a Rússia, que el 2011 tenia 240 habitants. Pertany al districte rural d'Úsman.